# Lafayette County (Missouri)
Lafayette County is een county in de Amerikaanse staat Missouri.
De county heeft een landoppervlakte van 1.630 km² en telt 32.960 inwoners (volkstelling 2000). De hoofdplaats is Lexington.

## Bevolkingsontwikkeling

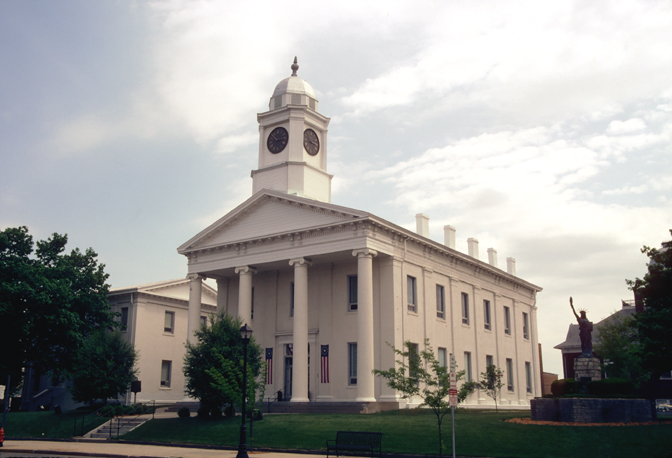
Lafayette County Courthouse